# Прэтт, Флетчер
Мю́ррей Фле́тчер Прэтт (англ. Murray Fletcher Pratt; 25 апреля 1897 года, Тонаванда, штат Нью-Йорк, США — 10 июня 1956 года, Лонг-Бранч, штат Нью-Джерси, США) — американский писатель и переводчик. Писал в жанрах научной фантастики, фэнтези, а также исторические произведения о флоте и Гражданской войне в США.
Издавался также под псевдонимами Джордж В. Флетчер (George W. Fletcher) и Ирвин Лестер (Irwin Lester).

## Биография
Мюррей Флетчер Прэтт родился 25 апреля 1897 года в индейской резервации поблизости от Тонаванда, пригорода Буффало в штате Нью-Йорк.
Учился в Колледже Хобарта в Джениве (штат Нью-Йорк, США), а позднее в Сорбонне (Париж, Франция).
Работал в газете «Buffalo Courier-Express».
В 1920 году переехал жить в Нью-Йорк.
Первый научно-фантастический рассказ Флетчер Прэтт опубликовал в 1928 году, это был «Цикл осьминога» (англ. «The Octopus Cycle»). Авторами рассказа значились сам Флетчер Прэтт и Ирвин Лестер (один из псевдонимов Прэтта).
Первая изданная книга — «Героические годы» (англ. «The Heroic Years», 1934). Книга рассказывает об Англо-американской войне 1812—1814 годов.
Также занимался переводами с французского и немецкого.
Наибольшую известность Прэтту принесли романы из цикла «Дипломированный чародей» о чародее Гарольде Ши (Harold Shea), написанные в соавторстве с Л. Спрэгом де Кампом.
С ним же был написан сборник рассказов «Бар Гавагана».
Кроме того, Флетчер Прэтт известен и как автор фэнтезийного романа «Колодец Единорога» (1948), вдохновлённого произведениями лорда Дансени.
Флетчер Прэтт умер 10 июня 1956 года от рака.